# Economía de la Navidad

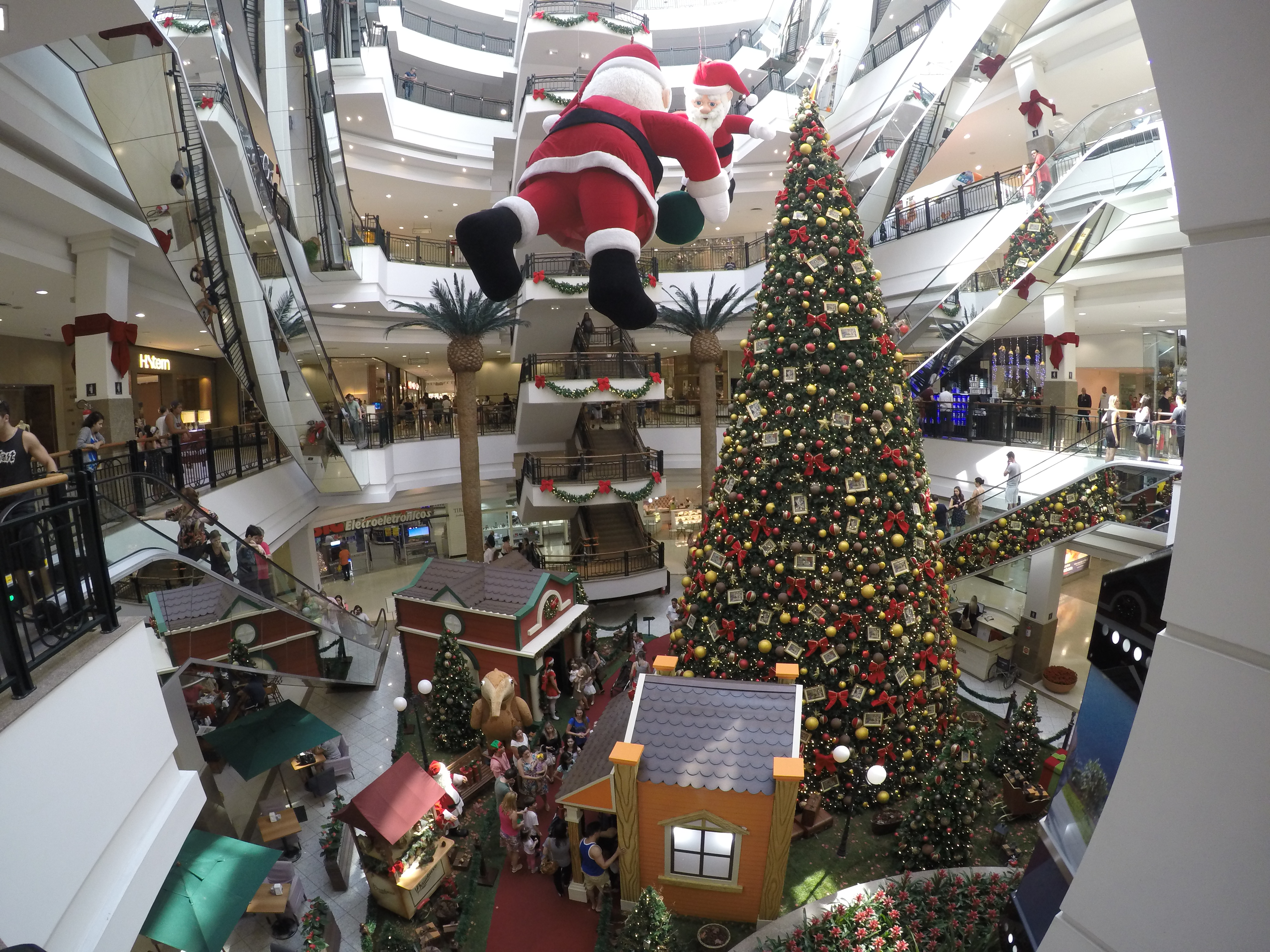
Decoraciones navideñas en un centro comercial en Florianópolis, Brasil.

El estudio de la economía de la Navidad es importante porque la Navidad suele ser una temporada alta de ventas para los minoristas en muchas naciones del mundo. Las ventas aumentan drásticamente a medida que la gente compra regalos, decoraciones y suministros para celebrar. 
En la mayoría de las naciones occidentales, el día de Navidad es el día menos activo del año para los negocios y el comercio; casi todos los negocios minoristas, comerciales e institucionales están cerrados, y casi todas las industrias cesan su actividad (más que cualquier otro día del año), ya sea que las leyes lo exijan o no. Los estudios cinematográficos lanzan muchas películas de alto presupuesto durante la temporada navideña, incluidas películas navideñas, películas de fantasía o dramas de tono alto con altos valores de producción con la esperanza de maximizar las posibilidades de nominaciones para los Premios de la Academia.
El análisis de un economista calcula que, a pesar del aumento del gasto general, la Navidad es una pérdida de peso muerto según la teoría microeconómica ortodoxa, debido al efecto de dar regalos. Esta pérdida se calcula como la diferencia entre lo que el donante gastó en el artículo y lo que el receptor del regalo habría pagado por el artículo. Se estima que en 2001, Navidad resultó en una pérdida de peso muerto de $ 4 mil millones solo en los EE. UU. Debido a factores de complicación, este análisis se utiliza a veces para discutir posibles fallas en la teoría microeconómica actual. Otras pérdidas de peso muerto incluyen los efectos de la Navidad en el medio ambiente y el hecho de que los regalos materiales a menudo se perciben como elefantes blancos, lo que impone costos de mantenimiento y almacenamiento y contribuye al desorden.

## Comienzo

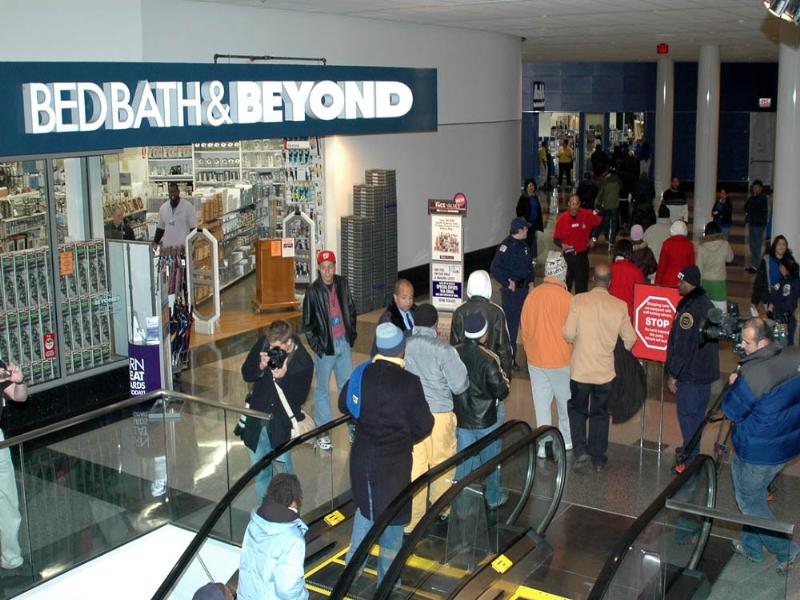
Centro comercial abarrotado para compras navideñas

### Adelanto de Navidad
El adelanto de Navidad es un fenómeno de comercialización en el que los comerciantes y minoristas explotan el estado comercializado de la Navidad adelantando el inicio de la temporada de compras navideñas. El término se utilizó por primera vez a mediados de la década de 1980. Se asocia con el deseo de los comerciantes de aprovechar las compras especialmente pesadas relacionadas con la Navidad mucho antes del viernes negro en los Estados Unidos y antes de Halloween en Canadá. El término no se utiliza en el Reino Unido e Irlanda, donde los minoristas llaman a la Navidad el «trimestre dorado», es decir, los tres meses de octubre a diciembre son el trimestre del año en el que la industria minorista espera obtener más beneficios. También se puede aplicar para otros días festivos, especialmente el Día de San Valentín, Semana Santa y el Día de la Madre. La motivación para el avance de las festividades es que los minoristas alarguen su intervalo de venta de productos de temporada para maximizar las ganancias y darles a los compradores anticipados una ventaja en esas vacaciones. Sin embargo, no está claro que esta práctica haya sido siempre beneficiosa para los minoristas.

### Viernes negro
El viernes negro es el viernes siguiente al Día de Acción de Gracias en los Estados Unidos (el cuarto jueves de noviembre), a menudo considerado como el comienzo de la temporada de compras navideñas. Si bien no es oficial en Latinoamérica, países como Brasil, Colombia, Costa Rica, El Salvador, México, Nicaragua, Panamá y República Dominicana, entre otros, han adoptado está tradición. En 2015, se puede considerar que ya alcanzó su implantación generalizada en España.

### El Buen Fin
El Buen Fin es un evento anual de compras a nivel nacional en México, que existe desde 2011 y se lleva a cabo el tercer fin de semana de noviembre en México, y el inicio de la temporada de compras navideñas. Este fin de semana, los principales minoristas amplían el horario de sus tiendas y ofrecen promociones especiales, que incluyen condiciones de crédito ampliadas y promociones de precios. El propósito de este fin de semana es reactivar la economía impulsando el consumo y mejorar la calidad de vida de todas las familias mexicanas mediante la implementación de promociones y descuentos en los precios de diversos productos. Se inspiró en el viernes negro y surgió como una iniciativa del Consejo Coordinador Empresarial, en asociación con el gobierno federal y organizaciones del sector privado.

## Duración

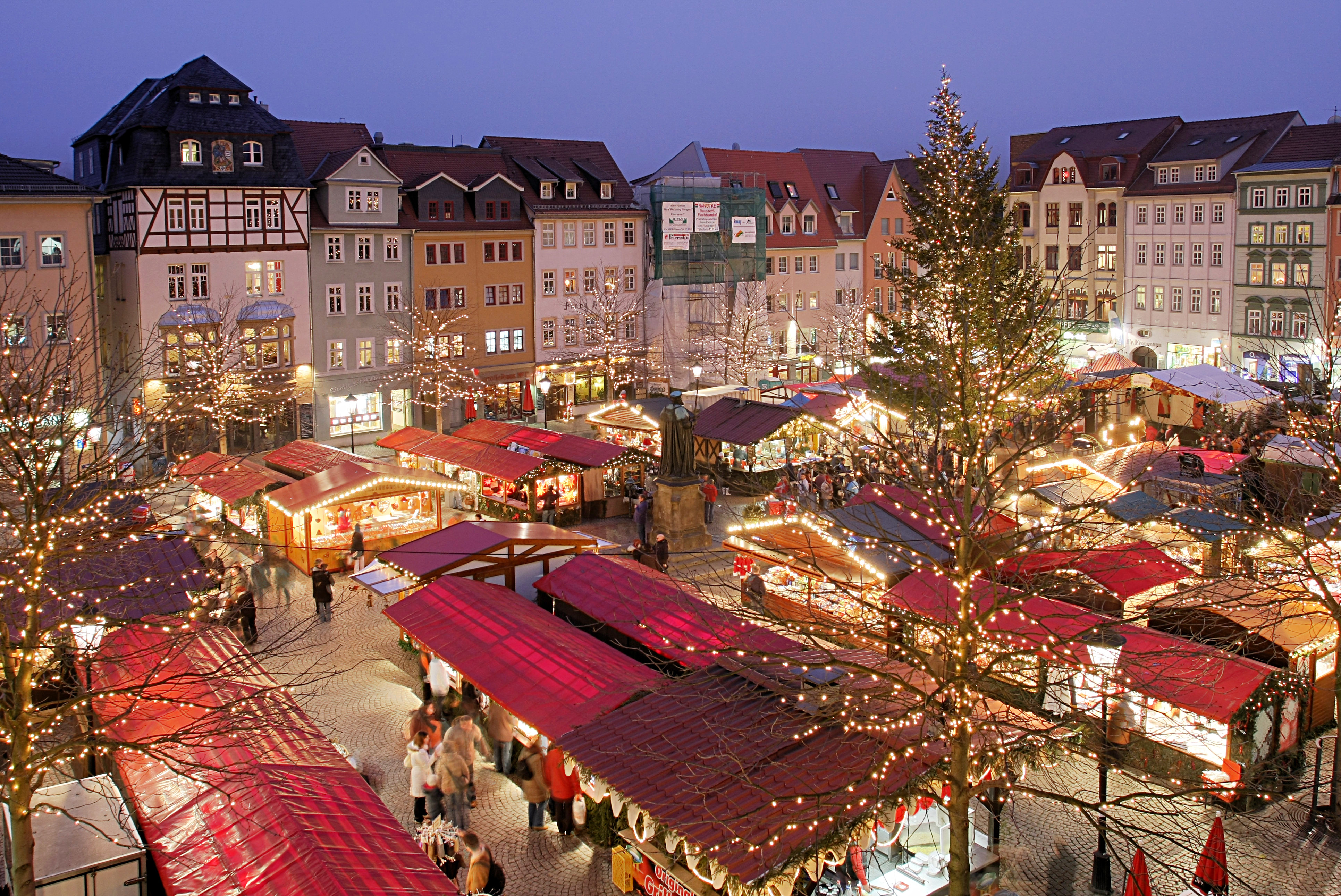
Mercado navideño en Jena, Alemania.

### Mercado navideño
Un mercado navideño es un mercado callejero asociado con la celebración de la Navidad durante las cuatro semanas de Adviento. Estos mercados se originaron en Alemania, Austria, Tirol del Sur, Italia del Norte y muchas regiones francesas como Alsacia, Lorena, Saboya, pero ahora se llevan a cabo en muchos otros países. La historia de los mercados navideños se remonta a la Baja Edad Media en la parte de habla alemana de Europa y en muchas partes del antiguo Sacro Imperio Romano, que incluye muchas regiones del este de Francia y Suiza. El Striezelmarkt de Dresde se celebró por primera vez en 1434. Los mercados navideños de Bautzen (celebrado por primera vez en 1384), Frankfurt (mencionado por primera vez en 1393) y Munich (1310) eran incluso más antiguos. El «mercado de diciembre» de Viena fue una especie de precursor del mercado navideño y se remonta a 1294.